# Bumba
Bumba je africké kmenové božstvo.
Objevuje se u etnika Bushongo žijícího na březích řeky Kongo.
Bumba je vnímán jako bůh stvořitel, který v minulosti existoval sám v nad vodami, jednou onemocněl a vyzvracel slunce, hvězdy, zemi, zvířata a nakonec lidi. Není výlučným božstvem, samotné stvoření podle této víry později dokončili tři Bumbovi synové. Magicky zasvěcení praktikující se nazývají ngangové. Jejich kultuckými a magickými zbraněmi jsou figury nazývané Nkisi Nkondi.